# Роберт Конквест
Джо́рдж Ро́берт А́кворт Конкве́ст (англ. George Robert Ackworth Conquest, CMG, OBE, FBA, FAAAS, FRSL, FBIS; нар. 15 липня 1917, Великий Малверн, графство Вустершир, Велика Британія — пом. 3 серпня 2015, Пало-Альто, Каліфорнія, США) — британський дипломат, історик, літератор, письменник-фантаст, поет, один із найвідоміших авторів публікацій з історії Радянського Союзу, зокрема періоду сталінських репресій та Голодомору в Україні 1932—1933.

## Освіта
Народився в родині американського бізнесмена і норвежки. Навчався у школі Вінчестер, в університеті Гренобля і коледжі Святої Марії Магдалини Оксфордського університету. Під час річної перерви у навчанні здійснив поїздку до Болгарії. У 1939 закінчив навчання в Оксфорді.

## Кар'єра
Учасник Другої світової війни, з початком якої вступив на службу в британську розвідку. 1942 року пройшов чотиримісячне навчання болгарської мови в Школі слов'янських досліджень. У 1944 був направлений до Болгарії офіцером зв'язку з антигітлерівськими болгарськими силами.
Із закінченням війни був переведений на дипломатичну службу. Працював прес-аташе в англійському посольстві у Софії, пізніше — в ООН. У 1948 року повернувся в Лондон. За заслуги перед батьківщиною нагороджений Орденом Британської імперії.
З 1956 року займався дослідницькою діяльністю в Школі Економіки в Лондоні, читав лекції з англійської літератури в Університеті в Буффало, працював літературним редактором у журналі «Spectator» і старшим викладачем в Інституті з вивчення Росії при Колумбійському університеті в Нью-Йорку (США).
Двічі побував в Радянському Союзі. Перший раз приїздив студентом у 1937 році.
Досліджувати політичну історію СРСР Конквест почав у 1960-х рр. У 1968 р. вийшла його перша монографія «Великий терор. Сталінські чистки тридцятих років». Вона була перевидана в Італії (1970), Англії (1971, 1973), у Нью-Йорку (1974), а також російською мовою в 1991 р. в Ризі. Український переклад опубліковано в 2009 р. Книга мала тринадцять базових розділів, але жоден не стосувався Голодомору 1932—1933 рр. в Україні. Однак учений згадує про голод через наслідки сталінської примусової колективізації і експорту зерна з СРСР. «Уся вина за голод, — наголошує Конквест, — цілком очевидно лежить на Сталінові. Врожай 1932 р. був на 12 % нижчим від середньостатистичного. Це був далеко не голодний рік. Але плани для селян по хлібозаготівлі було піднято на 44 %. Наслідком цього, як і варто було чекати, став широкомасштабний голод. Це. напевно, єдиний в історії випадок штучного голоду. Це також і єдиний великий голод, саме існування якого владні структури ігнорували або заперечували, і навіть досить успішно приховували від світової громадськості». Дослідник одним з перших серед іноземних соціологів, політологів та істориків визнав провину Сталіна за Голодомор, обґрунтував штучне походження голоду та викрив політично-ідеологічні причини його замовчування в СРСР та лівими партіями й урядами на Заході. У 1969 р. Конквест зазначив, що «…ознайомлення з усіма оцінками і даними дає змогу з достатньою точністю назвати число загиблих від голоду і пов'язаних із ним хвороб у 6-7 млн осіб», з яких «…понад 3 млн померлих припадає на Україну». До постраждалих від голоду він зараховує населення Казахстану, Північного Кавказу і Поволжя. Вважав голод формою масового терору влади проти селян, але уникав терміну «терор голодом», який з'явиться в працях ученого пізніше.
У червні 1981 р. газета «Гомін України» повідомила про згоду Конквеста писати книгу про голод в Україні. У 1983 р. йому допомагав молодий американський дослідник Джеймс Мейс. Обидва погодились бути науковими експертами при розгляді питання штучного голоду в Сенаті США і співпрацювали над книгою про голод. У листопаді 1984 р. українська преса Америки висвітлювала та коментувала кожну промову і статтю Конквеста з питань Голодомору, використовувала терміни «Голодомор», «голодовий геноцид», «голокост».
Книга Конквеста «The Harvest of Sorrow. Soviet Collectivization and the Terror-Famine» з'явилася у 1986 p. у Нью-Йорку; в українській історіографії вона має назву «Жнива Скорботи». У 1988 р. книга вийшла німецькою та російською мовами. Перша українська версія опублікована 1993 р. у видавництві «Либідь», але вона була неповною, тому що упорядники самовільно вилучили авторську передмову Конквеста, вступ, бібліографічні посилання до розділів, іменний покажчик. Повний переклад книги Конквеста українською мовою здійснено у 2007 р. з ініціативи Міжнародного благодійного фонду «Україна 3000» та за сприяння Посольства США в Україні.
В англомовному виданні 1986 р., яке готував, редагував і вичитував Конквест власноруч, використано термін «терор голодом» («terror-famine»). Книга Конквеста «Жнива Скорботи» була першим англомовним науковим виданням іноземного ученого про голод в Україні та інших регіонах СРСР. Вона конструктивно вплинула на системні дослідження причин та наслідків Голодомору, які виконували західні учені.
Перу Конквеста, крім зазначених праць, належать книги про політичну діяльність Й.Сталіна та функціонування карально-репресивної системи «Таємна поліція Сталіна» (1985), «Сталін і вбивство Кірова» (1988), «Тирани і письменники» (1989), «Великий терор. Переоцінка» (1990), «Сталін — руйнівник нації» (1991). У 1999 р. Конквест завершив книгу «Роздуми над сплюндрованим сторіччям», яка вийшла в Україні 2003 р. Вона висвітлює причини занепаду СРСР — «Сталінової імперії», яка деградувала за роки правління Брежнєва через злиття кримінальних елементів із партійно-радянською бюрократією. Розмірковуючи над соціально-демографічними наслідками голоду 1932—1933 рр., Конквест називає 4-5 млн померлих осіб в Україні та 2-3 мільйони на Північному Кавказі і Поволжі. Учений визнав, що сталінське керівництво вдалося до «застосування ним голоду як засобу терору, а також помсти до селянства». Під час зустрічі з українськими істориками та журналістами у Стенфордському університеті 2006 р. Конквест назвав Голодомор геноцидом українського народу.
За громадську та науково-дослідницьку діяльність Конквест отримав премію Британської академії, премію Американської академії мистецтв і літератури за поетичні твори, нагороджений орденом Британської імперії, а також орденом князя Ярослава Мудрого V ст. за висвітлення правди про Голодомор в Україні. Помер Конквест 4 серпня 2015 р. в Каліфорнії.

## Особисте життя
У 1940 одружився з Джоан Воткінс. У Болгарії зустрів Тетяну Михайлову, яка згодом стала його другою дружиною.

## Творчість

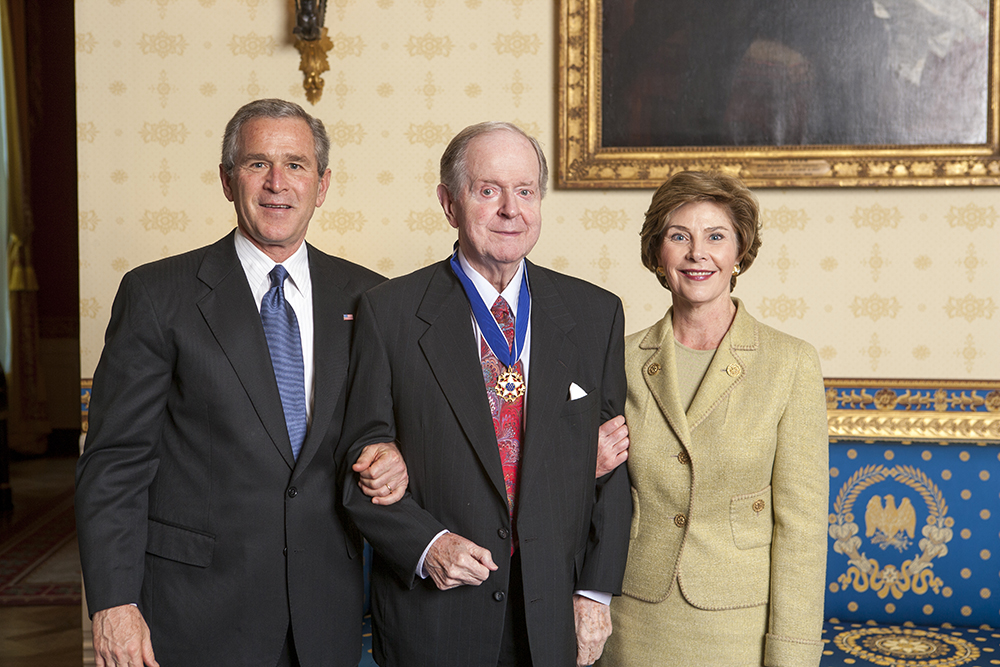
Президент Джордж Буш і місіс Лора Буш разом із Робертом Конквестом 9 листопада 2005 року у Білому домі

Є автором трьох поетичних збірок, роману і повісті, написав шість великих історичних досліджень.
З 1965 по 1968 рік він написав книгу «Великий терор». Ця книга була видана в Америці, Азії, Західній Європі, де тоді потребували такого роду інформації для правильного розуміння природи політичних процесів і репресій. Потім ця робота стала розповсюджуватися в радянському самвидаві, а його безстрашні перекладачі й розповсюджувачі зазнали жорстоких гонінь.
У 1986 році з-під пера Конквеста вийшла у світ книга «Жнива скорботи: радянська колективізація і голодомор», яка стала свого роду дослідженням, що всебічно розкрило правду про геноцид проти українського народу, насамперед його штучність та спланованість радянським тоталітарним режимом. Це був саме той час, коли не тільки в колишньому Радянському Союзі, а й у багатьох країнах Заходу не визнавали навіть сам факт Голодомору 1932—1933 в Україні.
Випустив книгу «Сталін і смерть Кірова».

## Нагороди
У 2005 році нагороджений найвищою цивільною нагородою у Сполучених Штатах Америки — «Президентською медаллю Свободи».
Президент України Віктор Ющенко за вагомий особистий внесок у дослідження голодоморів в Україні у 2005 році нагородив орденом князя Ярослава Мудрого V ступеня.

## Праці

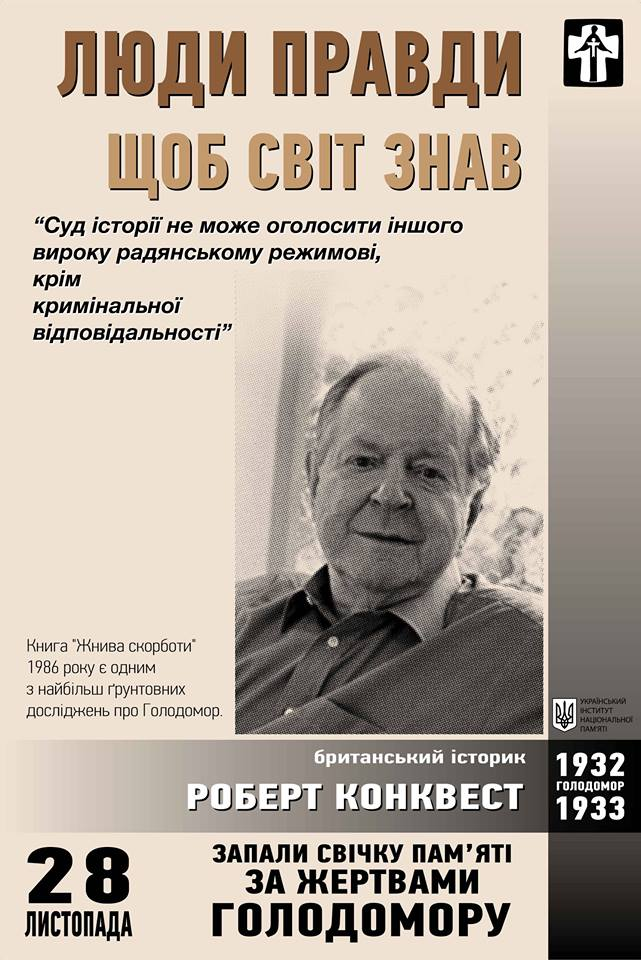

- 1968 — Великий терор (The Great Terror: Stalin's Purge of the Thirties)
- 1986 — Жнива скорботи: радянська колективізація і голодомор[4] (The Harvest of Sorrow: Soviet Collectivization and the Terror-Famine)
- 1989 — Сталін і смерть Кірова (Stalin and the Kirov Murder)
- 1999 — Роздуми про втрачене століття (Reflections on a Ravaged Century)

## Вшанування пам'яті
На честь Роберта Конквеста названо вулицю в Києві.
У місті Дніпро вулицю Академіка Кисловського перейменували на вулицю Роберта Конквеста.